# Cytherella ovata
Cytherella ovata är en kräftdjursart. Cytherella ovata ingår i släktet Cytherella och familjen Cytherellidae. Inga underarter finns listade i Catalogue of Life.